# Keeley Hazell
Keeley Rebecca Hazell, née le 18 septembre 1986 à Lewisham (Londres), est une actrice anglaise.

## Biographie
Keeley Hazell est née le 18 septembre 1986 à Lewisham (Londres).

## Carrière
En 2014, elle fait une très brève apparition dans Comment tuer son boss 2.
En 2015, elle joue dans la série The Royals.
Entre 2020 et 2023, elle tient un rôle récurrent dans Ted Lasso,.

## Filmographie

### Cinéma

#### Longs métrages
- 2006 : Cashback de Sean Ellis : Une femme au supermarché
- 2011 : À la folie (Like Crazy) de Drake Doremus : Sabrina
- 2011 : How to Stop Being a Loser de Dominic Burns : Kristy
- 2012 : St George's Day de Frank Harper : La Princesse de Peckham
- 2012 : My Funny Valentine de John Bevilacqua : Amy
- 2013 : Awful Nice de Todd Sklar : Petra
- 2014 : Comment tuer son boss 2 (Horrible Bosses 2) de Sean Anders : L'assistante de Rex
- 2015 : Whispers de Tammi Sutton : Catherine Caldwell

#### Courts métrages
- 2010 : Venus and the Sun d'Adam Randall : Keeley
- 2016 : Queen of Hearts de Johnny Lin : Amy
- 2024 : Madhouse de Daniel Christophersen : Camille

### Télévision

#### Séries télévisées
- 2012 : The Beauty Inside : Alex
- 2013 : Happily Divorced : Brook
- 2015 - 2018 : The Royals : Violet
- 2020 - 2023 : Ted Lasso : Rebecca "Bex"

#### Téléfilm
- 2018 : La double vie de mon mari (He Loved Them All) de Jake Helgren : Cindy Steele